# Luc Ravel

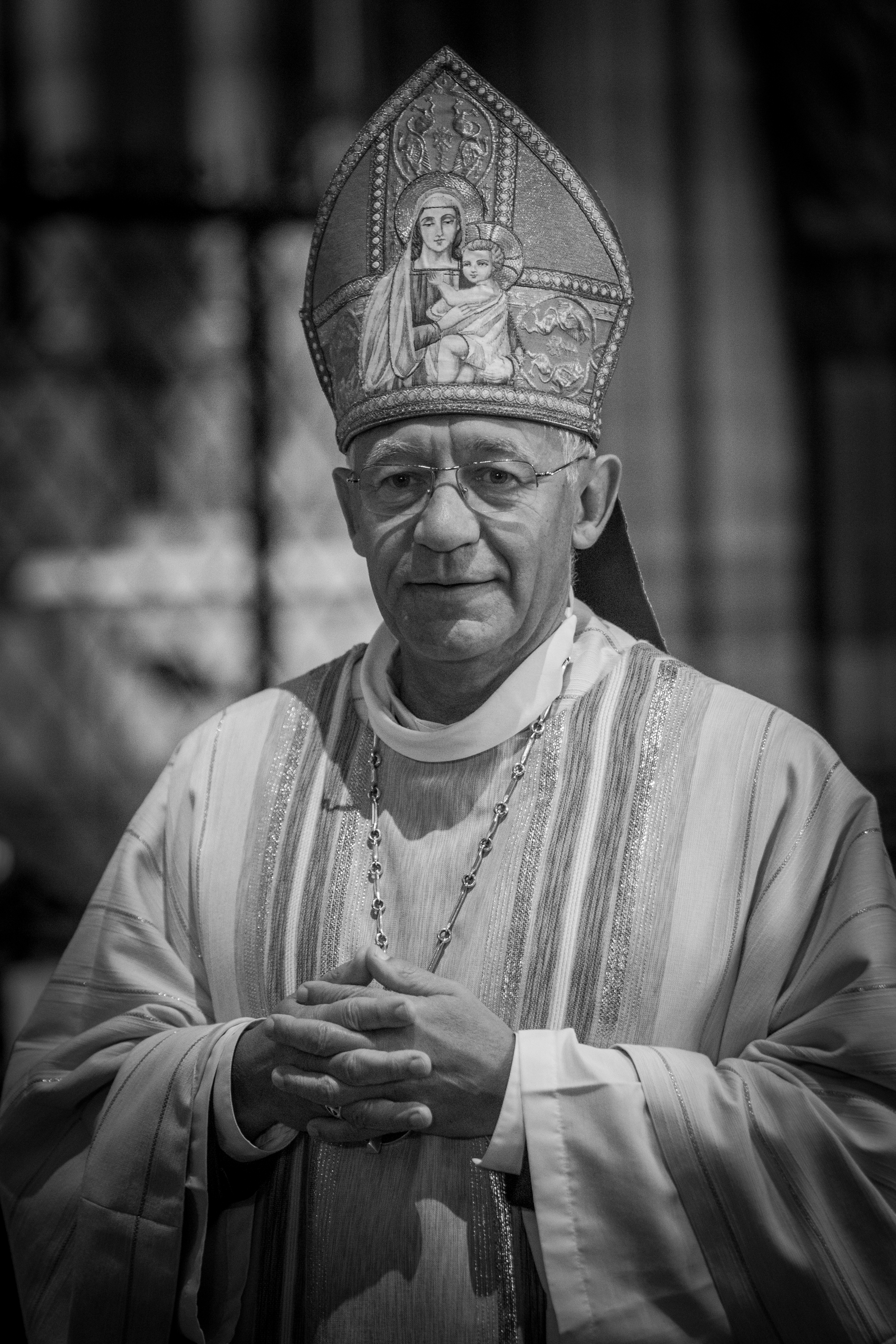
Bischof Luc Ravel (2014)

Wappen als Erzbischof von Straßburg

Luc Marie Daniel Ravel CRSV (* 21. Mai 1957 in Paris) ist ein französischer Ordensgeistlicher und emeritierter römisch-katholischer Erzbischof von Straßburg.

## Leben
Ravels Vater war General Roger Ravel, seine Mutter die aus Callas stammende Juliette geb. Fabre.
Luc Marie Daniel Ravel trat am 19. Dezember 1982 der Ordensgemeinschaft der Augustiner-Chorherren vom Heiligen Victor bei, legte am 7. Dezember 1985 die Profess ab und empfing am 13. Mai 1987 die Priesterweihe.
Papst Benedikt XVI. ernannte ihn am 7. Oktober 2009 zum Militärbischof von Frankreich. Die Bischofsweihe spendete ihm der Erzbischof von Paris, André Armand Kardinal Vingt-Trois, am 29. November desselben Jahres; Mitkonsekratoren waren Patrick Le Gal, Weihbischof in Lyon, und Henri Brincard CRSA, Bischof von Le Puy-en-Velay. Als Wahlspruch wählte er Est, Est (Mt 5,37 ), das aus dem Wort Jesu „sic autem sermo est est non non quod autem his abundantius est a malo est“, zu deutsch „Eure Rede sei: Ja ja, nein nein; was darüber hinausgeht, stammt vom Bösen.“ (Mt 5,37 ), entnommen ist.
Am 18. Februar 2017 ernannte ihn Papst Franziskus zum Erzbischof von Straßburg. Die Amtseinführung fand am 2. April desselben Jahres statt.
Im Juli 2017 warnte Ravel vor einer nach seiner Ansicht zunehmenden Islamisierung Frankreichs.
Am 28. November 2022 wurde Ravel zum Mitglied der Académie des sciences morales et politiques gewählt.
Am 20. April 2023 gab Ravel seinen Rücktritt bekannt, zu dem er mehrfach vom Papst aufgefordert worden war. Am 27. Mai 2023 nahm Papst Franziskus seinen Rücktritt an und ernannte den Bischof von Metz, Erzbischof Philippe Ballot, für die Zeit der Sedisvakanz zum Apostolischen Administrator.